# Saint-Laurent-de-Cerdans
Saint-Laurent-de-Cerdans település Franciaországban, Pyrénées-Orientales megyében. Lakosainak száma 1020 fő (2022. január 1.). Saint-Laurent-de-Cerdans Maçanet de Cabrenys, Amélie-les-Bains-Palalda, Coustouges, Serralongue, Le Tech, Montferrer, Arles-sur-Tech és Villeroge községekkel határos.

## Népesség
A település népessége az elmúlt években az alábbi módon változott:
| Lakosok száma | 1173 | 1136 | 1154 | 1098 | 1071 | 1044 | 1036 | 1027 | 1020 |
|               | 2013 | 2015 | 2016 | 2017 | 2018 | 2019 | 2020 | 2021 | 2022 |